# Scheepmakersdijk (Haarlem)
Scheepmakersdijk is een straat en voormalige rivierdijk langs het Spaarne in Noord-Hollandse stad Haarlem. 
De straat begint bij de Blekerstraat, een zijstraat richting het Spaarne van de Papentorenvest. De straat loopt vanaf daar in westelijke richting molen De Adriaan. Bij de Catharijnebrug gaat de weg over in een trap, die ook met de fiets aan de hand genomen kan worden. De weg vervolgt zich aan de overkant van de Harmenjansweg tot aan het resterende stukje van de Papentorensingel. 
De straat is vernoemd naar de vele scheepswerven en schepenmakers die langs de dijk aan het Spaarne waren gevestigd. Deze zijn echter allemaal vertrokken, en is er geen enkel spoor terug te leiden naar de scheepsbouw aan deze straat.